# 機甲兵 (機甲界ガリアン)
- 機甲界ガリアン > 機甲兵 (機甲界ガリアン)
- 機甲界ガリアン > 機甲界ガリアン 鉄の紋章 > 機甲兵 (機甲界ガリアン)

機甲兵（きこうへい）は、テレビアニメ『機甲界ガリアン』に登場する架空のロボット。

## 概要
機甲兵とは、『ガリアン』の舞台となる架空の惑星「アースト」で過去、栄えた超古代文明が開発した大型乗用戦闘兵器の総称である。機甲兵、機甲猟兵、飛甲兵、人馬兵、水機兵、重射兵などの種類があり、地中深く埋もれていたものを現代アースト人が発掘して使用している。
その容姿は本作の世界観同様に中世の鎧騎士や、ヨーロッパの神話世界に登場するモンスターを模ったものがほとんどである。基本的に剣・槍・棍棒・戦斧といった原始的な武器を用いて戦い、ビーム兵器や火砲は補助兵装に留まる。主人公の乗るガリアンですら、当初は剣のみを装備していた。
なお、『デュアルマガジン』誌の記事で語られた裏設定によると、全ての機甲兵は静粒子（スタティコン）と呼ばれる素粒子で駆動し、静粒子を帯びると硬化するバイオニウムという素材で作られた装甲を持つ。ただし、他の機甲兵とは異なる勢力が開発した唯一の機甲兵であるガリアンのみ、静粒子ジェネレーターを上半身と下半身に一基ずつ持つため、その高出力によりバイオニウム製装甲では機体管制に支障が出ることが設計段階で予想され、静粒子を帯びない性質を持つ超硬質無重力合金ガリオネットによる装甲が施された。

## 主な機体
各機の諸元は公式サイト内の表記に準ずる。

### 鉄巨人 ガリアン
主人公・ジョジョ（ジョルディ・ボーダー）が白い谷の奥深くで発見した伝説の赤い機甲兵。
主武装となる剣（ガリアンソード。ガリアンブレードとも）は複数の楔形の刃をワイヤーで連結した武器で、普段は左前腕甲部に収納されている。この刃はバイオニウムで作られており、静粒子を帯びると節々が互いに接着硬化し、光を放った後に一振りの長剣となる。また、伸びた状態でも鞭のように使用でき、敵機に絡ませてから引くと、ワイヤーソーのように敵機を切断できる。
両足裏の土踏まず部分にはダッシュホイールと呼ばれる車輪が装備され、これを回転させることで地表を高速滑走（ローラーダッシュ）することができる。また、飛装型（ビッグファルコン）に変形することにより飛行も可能となる。
コクピットは球形の360度全天周囲モニターとなっている。
当初の武装は剣のみだったが、飛装型には攻撃能力が事実上無いという弱点を突かれ、第8話で中破。第10話にて重装改へと改装される。
デザインは大河原邦男。本来、大河原の本作への参加予定はなかったが、監督の高橋良輔から「主役メカを描ける人がいない」と言われオファーを受けたという。高橋アニメとしては初となる「顔のある主役ロボ」である。

#### ガリアン重装改（アザルトガリアン）
改装後は上下に分離する機能が追加され、上半身＋腰部が飛装改（パンツァーファルコン）となって飛行し、盾と砲を合体した脚部が自走改（ストライクヴィーグル）となってダッシュホイールによる自走を行う。自走改のコクピットは左脚側面から露天状態でせり出しており、ガリアン時にもここに人を乗せることができる。
飛装改は可動する小型のビーム砲・飛装砲（リアガン）を肩部にオフセット装備。自走改はガリアンが抱えて使用することもできる大型の二連重装砲（アザルトキャノン）と盾を備える。従来通り分離しないで飛装型に変形することも可能である。
飛装改には着陸脚が無く、最終回では母とマーダルの下へ向かったジョジョが超低空で飛び降りて放棄、建物の壁に激突して爆発した。これによりガリアンの上半身は失われ、下半身はそのまま現地に放置された。

#### 鉄巨神（てつきょじん）
OVA『機甲界ガリアン 鉄の紋章』におけるガリアン（ただし、作中で「ガリアン」と呼ばれることはない）。
惑星アーストに伝わる伝説の存在。機甲兵を甦らせた者を滅ぼし、機甲兵そのものを地に還す役割を担う。邪神兵の目覚めに呼応して、マーダル王の第2王子ジョルディを操者として取り込み、巨大な竜巻の中から現れた。
テレビシリーズと異なり変形はせず、ダッシュホイールも無いが、他の機甲兵からの攻撃を受けつけず、一刀のもとに敵を屠る圧倒的な強さを誇る。また、唯一の武装となる剣は、鞭として振るうことはできないものの、打ち砕かれても破片の状態で飛び回り敵を攻撃した後、集結して復元する機能を持つ。
こちらはテレビシリーズ版ガリアンを基に、出渕裕がリメイクしている。

### 機甲猟兵 スカーツ
ドン・スラーゼンと彼の側近スミオンの乗機である複座式の機甲兵。背面に装備した鉄鷲機（バックインバネス）を分離して単独運用可能だが、スカーツ自体に飛行能力は無い。操縦は基本的にスラーゼンが行い、スミオンはコ・パイロットとして主にレーダーを担当。スラーゼンが鉄鷲機に乗って戦う際は、スミオンが単独で操縦を行う。
怪力を誇り、両脚の装甲内に搭載された二本の槍を組み合わせ、長槍として振るう。鉄鷲機は瞬光弾（マグネシウムアロー。発掘兵器で最も多く見られる砲）を発射可能。

### 機甲猟兵 ザウエル
古代アースト文明において、対ガリアン用機甲兵として開発された機体で、騎士ジルムセン・ランベルの乗機。刀身が回転する長剣（ドリルブレード）とその鞘を兼ねる大きな盾を持ち、ランベルの卓越した操縦技術も相まって惑星アーストでも有数の強さを誇る。ガリアン以外で唯一、ダッシュホイールを有する機体でもある。
古代アーストでは無重力弾の起動に伴う文明崩壊により、ガリアンと交戦する機会は無かったという。

#### 機甲猟兵
OVA『機甲界ガリアン 鉄の紋章』に登場。
作中には2種類（頭部や装甲の一部、カラーリングが異なる）が登場し、テレビシリーズのザウエル同様に回転剣を武器とする。うち一機が鉄巨人と一騎打ちとなるが、途中から割って入った邪神兵に破壊されてしまう。

### 人馬兵 プロマキス
ケンタウロス型のマーダル軍主力機甲兵。機甲兵の中では最も発掘量が多く、マーダル軍を象徴する機体となっている。武器は馬上槍（ランス）、馬上槍の柄に備わった砕鋼杖（ピッケル）、戦斧（アックス）などで、盾はガリアン重装改の重装砲をも弾く強度を有する。また、腹部にビーム砲を装備し、主に地上目標への攻撃に用いる。
物語の冒頭で、膕（ひかがみ）から火（おそらく排気炎）を吐き、馬のように竿立つ姿が印象的であった。

#### 人馬兵 プロマキス・ジー
指揮官用人馬兵。一般兵用とは頭部と盾の形状に違いがあり、スペックも若干向上している。

#### 巡航遊撃人馬兵 プロマキス・ヴィー
スラーゼン配下の赤の機甲兵団が用いる人馬兵。プロマキスの巡航攻撃タイプで、航続距離が1.9倍に増した分、機甲構造の変更、重量軽減などがなされている。
マーダル軍のプロマキスとの違いは機体の色が赤系統であること。盾の形状も異なる。戦力の少ない白い谷側で、同型機が複数存在する唯一の機種である。
ヒルムカがスラーゼン配下から半ば強奪する形で搭乗し、ジョジョの危機を救ったこともある。劇中内の描写から自爆装置の標準装備が判明している。

#### 人馬兵
OVA『機甲界ガリアン 鉄の紋章』に登場。
テレビシリーズにおけるプロマキス同様にマーダル軍の主戦力となっている機甲兵だが、槍と腹部のビーム砲で武装する一般兵用のもの以外に、マーダル王とジョルディの専用機が登場する。
マーダル専用機は一般機に比べ大きい上に黒く、その威容は見る者に畏怖を感じさせる。武装は長剣。
ジョルディ専用機は装甲の形状が一般機と異なり、色も赤一色となっている。武装は曲刀。
一般機にも、武装や頭部の形状に違いのあるものが確認できる。

### 飛甲兵 ウィンガル
名前の通り、ガリアンを除いて唯一飛行能力を持つ機甲兵。折り畳み式の翼を備え、展長して飛行可能。柄の先端がビーム砲口になった片手斧を振るう。希少な存在であるため、マーダル親衛隊に優先的に配備されている。
飛行能力を活かした長距離偵察や哨戒だけでなく、機動性を活かして奇襲作戦に使用されたこともあった。

#### 飛甲兵 ウィンガル・ジー
指揮官用飛甲兵。一般兵用とは頭部の形状に違いがあり、スペックも若干向上している。
ハイ・シャルタット専用機は全身銀一色のメタリックカラーで、ウィンガル用の片手斧を二挺振るう。ザバ将軍やローダン将軍もジーに搭乗するが、頭部形状と腕部装甲が赤いこと以外、一般機との違いは無い。

#### 飛甲兵改 ツウィンガル
2機のウィンガルを並べて内側の片腕を外し、そこに客室となるコンテナを挟んで繋げた飛行輸送用機甲兵。客室内は飛行時、二列のワンボックスカーのような座席配置となっているが、着陸時には椅子が回転し、人間が垂直に並んだようになる。
要人の輸送用で、戦闘には不向き。一応それぞれの機体が脚にウィンガル用の片手斧を一挺ずつ携行しているのが確認できる。親衛隊所属機らしく、劇中では主にマーダル専用の高速連絡機として使用されていた。

#### 飛甲兵
OVA『機甲界ガリアン 鉄の紋章』に登場。
マーダル王の第1王子ハイ・シャルタットが搭乗する、作中唯一飛行能力を備えた機甲兵。背部の翼を展開し、羽ばたかせることによって飛行する。テレビシリーズのハイ専用ウィンガル・ジー同様に全身が銀一色（TVシリーズと違い、頭部も甲冑風になっている）であるが、武器は斧ではなく曲刀を使用する。

### 重射兵 モノコット
両肩に瞬光弾を射出する弾筒（アローポッド）を備えた砲撃用機甲兵。プロマキスに次いで数が多い。射撃時には脚部の駐鋤で機体を安定させ、命中精度を上げる。射手が手動でハンドルを回し、腰部の回転と発射装置の俯仰で照準するが、間接射撃時には現代の火砲と同じく弾着観測班が必要となる。
本機は味方後方からの援護用としての運用が基本となる。これは移動時は背中にあり、射撃時に前を向く瞬光弾筒は弾丸の性質上極めて危険で、被弾による誘爆で容易く破壊されてしまうためである。緊急時には瞬光弾筒を投棄して頭部の照準器を兜状のバイザーで保護、長柄戦斧（ハルバード）で戦うこともできるが、劇中ではガリアンを始めとする他の機甲兵には白兵戦では歯が立たず、討ち取られている。

#### 重弩兵
OVA『機甲界ガリアン 鉄の紋章』に登場。
砲撃用機甲兵。左肩部の巨大な弩で金属製の円柱を発射する。

#### 重装兵
OVA『機甲界ガリアン 鉄の紋章』に登場。
重弩兵から弩を省いたような外観の機甲兵。マーダル王の城を警護していた。槍やモーニングスターが武器。

### 水機兵 アゾルバ
水中戦に特化した機甲兵。瞬光弾を放つ水機銃（スピアーガン。機甲兵サイズの水中銃状の武器）と魚雷を装備。主に警備用としてマーダル城前面の大河に潜んでいるが、マーダル遠征中には宿営中の河で待ち伏せていたこともあった。

#### 水機兵 アゾルバ・ジー
指揮官用水機兵。出力・耐水圧性が強化され、水機銃の代わりに銛に似た形状の矛（ハルバード）を装備している。劇中ではハイが乗った一機のみが登場。アゾルバと違い水中戦用以外の飛び道具がないので、ハイは飛行して撤退するガリアンへ矛を投擲したが、命中しなかった。
青を基調としたカラーリングとなっているが、これがハイ専用機のみのものかは不明。

### 重歩哨機 シールズ
機甲兵のメカニズムを参考に開発された人型機械。主に要地警備に使用される。
頭部の探照灯付きターレットと腰部から上が180度回転する機構を持ち、機体に前後が無く、操縦手と砲手が乗る複座機。武装はフレキシブルアームで自在に動くビーム砲（低出力だが、同じシールズであれば破壊できる威力がある）と、肩に装備され戦闘時には下げた腕部に落ちて装着される棍棒（ヘビイクラブ）。これは先端が鋭く、杭（スパイク）としても使用可能。
発掘兵器のため、絶対数の限られる機甲兵の不足を補うべく新造されたものだが、アースト人の技術水準の低さからその能力は他の機甲兵を下回る。
地味な機体だが見せ場は多く、無重力の谷ではガリアンとの一騎討ちを演じたり、マーダル城内ではジョジョとチュルルが本機を奪い、追撃してきたシールズ2機に無人で自走させて突っ込み、串刺しにして撃破している。また、第1話ではアズベスが語る「マーダルがその不可思議なる力を持って、アーストに興した工業」の象徴的なシンボルとして、本機の製作風景が描かれた。